# Alexandra Singer
Alexandra „Alex“ Erika Singer (* 18. November 1987 in New York City, New York) ist eine ehemalige US-amerikanische Fußballspielerin. Die Abwehrspielerin stand bis Ende 2015 beim norwegischen Erstligisten Avaldsnes IL unter Vertrag.

## Werdegang
Singer wurde in New York City geboren und wuchs in Rye auf. Sie besuchte fünf Jahre lang die Rye High School und machte kurze Zeit später ihren Bachelor an der University of Virginia.
2006 startete sie ihre Profi-Karriere in der WPSL und wurde im ersten Jahr Meister. 2007 wechselte sie zum W-League-Verein Washington Freedom und wurde 2007 hier Champion mit ihrem Verein. In den Jahren 2009 und 2010 spielte sie mit dem Team in der US-amerikanischen Profiliga Women’s Professional Soccer (WPS), für das sie zwanzig Mal auflief. Während der Saisonpausen spielte sie in der australischen W-League für Perth Glory. Im Januar 2011 wechselte sie in die schwedische Damallsvenskan zu Dalsjöfors GoIF. Das gerade in die höchste Spielklasse aufgestiegene Team musste als Tabellenletzter gleich wieder absteigen.
Im Januar 2012 unterschrieb sie einen Vertrag beim Bundesligisten Turbine Potsdam. Mit Turbine gewann sie im Jahre 2012 die deutsche Meisterschaft. Im Spitzenspiel gegen den 1. FFC Frankfurt im September 2012 prallte sie kurz vor Spielende mit ihrer Teamkollegin Stefanie Mirlach zusammen. Singer verlor kurz das Bewusstsein, wurde dann ins Krankenhaus eingeliefert, wo ein Schädel-Hirn-Trauma festgestellt wurde. Turbine konnte nicht mehr wechseln, sodass die Mannschaft das Spiel mit nur noch neu Spielerinnen beenden musste. In der Schlussminute schoss dann die ehemalige Turbine-Spielerin Fatmire Bajramaj das Siegtor für Frankfurt. Bajramaj wurde daraufhin durch Tabea Kemme gefoult und erlitt einen Kreuzbandriss.
Nach Ende der Saison 2013/14 wechselte sie zur Franchise der Washington Spirit in die National Women’s Soccer League. Dort wurde sie am 17. Juni 2015 nach insgesamt 16 Ligaeinsätzen freigestellt und wechselte in der Folge zum norwegischen Erstligisten Avaldsnes IL. Ende 2016 beendete sie ihre Karriere.
Später ging sie zu Octagon und wurde hier Direktorin der Strategic Initiatives.

## Erfolge
- Deutsche Meisterin 2012
- DFB-Hallenpokalsiegerin 2014